# Holländerwindmühle Koßdorf

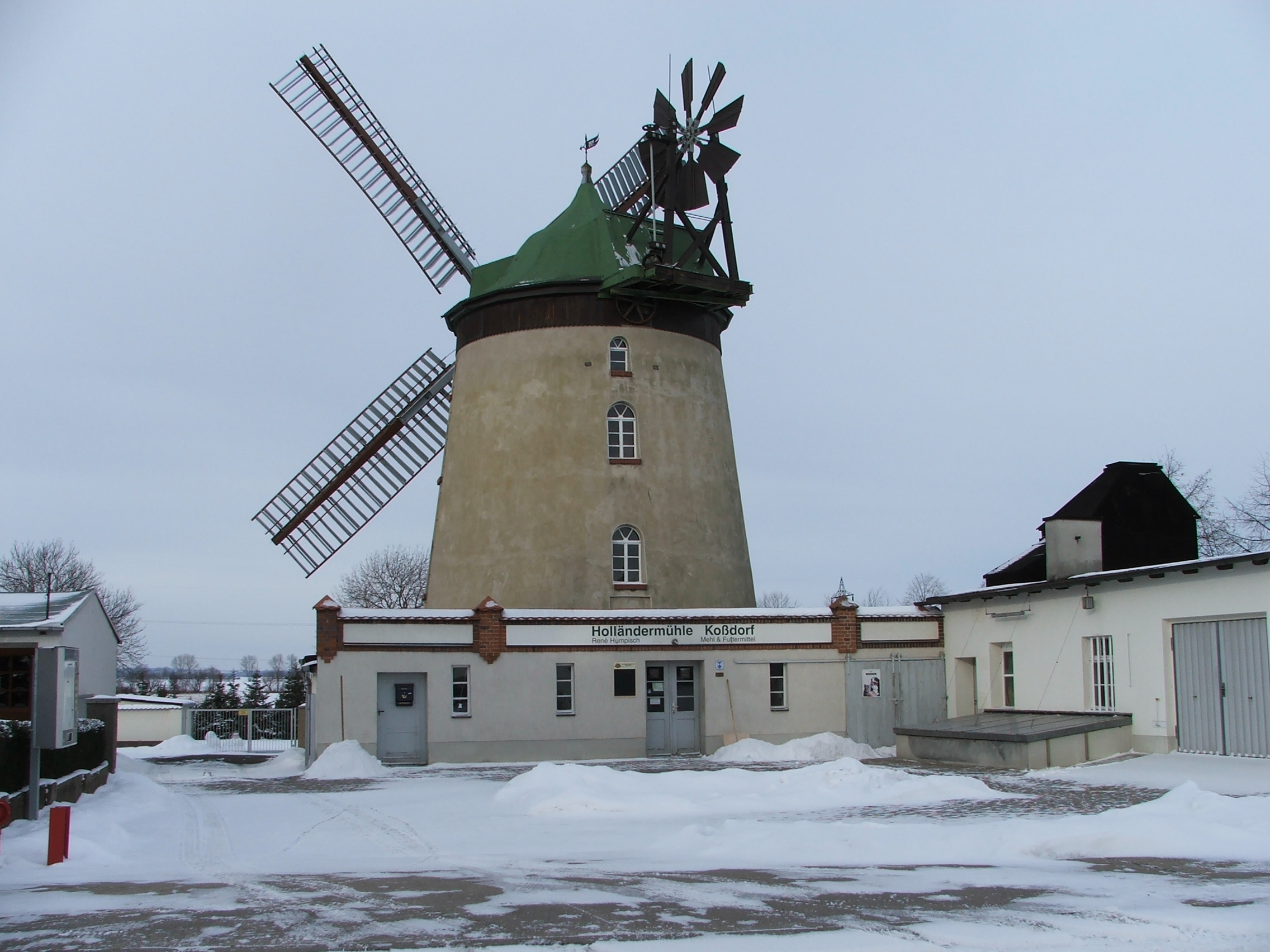
Die Holländermühle im Februar 2004

Die unter Denkmalschutz stehende Holländerwindmühle Koßdorf befindet sich im Ortsteil Koßdorf der südbrandenburgischen Stadt Mühlberg im Landkreis Elbe-Elster. Die Mühle wurde 1912 errichtet, nachdem die Bockwindmühle der Familie Humpisch am 12. März 1912 abbrannte und wurde am 12. Dezember des gleichen Jahres in Betrieb genommen. Das Mühlengrundstück ist seit 1830 im Besitz der Familie Humpisch. Die Mühle ist in Betrieb und beliefert Bäckereien der Umgebung.

## Technische Daten
Die Holländerwindmühle besitzt zwei Walzenstühle, einen vierteiligen Plansichter und pneumatische Förderung.

## Geschichte
Nach ihrer Inbetriebnahme 1912 stand die Mühle nur von 1915 bis 1918 still, da der Müller im Krieg war. Ein Elektromotor wurde 1919 zur Hilfe eingebaut, so dass die Mühle an Windtagen mit Wind und an windstillen Tagen mit einem Elektromotor angetrieben wurde. Das Flügelkreuz wurde in den Jahren 1920, 1930, 1946, sowie 1966 neu aufgebracht. Seit 1965 kommt ausschließlich Strom zum Einsatz und die Ruten laufen seither nur noch im Leerlauf. Die Volljalousieflügel sowie die Windrose sind noch erhalten.

## Öffnungszeiten der Mühle
Mühlenführungen sind nur nach vorheriger Anmeldung möglich.

## Die ältere Mühlengeschichte des Ortes
In einer Karte von Schenk aus dem Jahr 1781 sind für Koßdorf zwei Mühlen verzeichnet, wobei vermutlich eine dem 1937 eingemeindeten Lehndorf zuzuordnen ist. Die 1912 abgebrannte Bockwindmühle der Familie Humpisch besaß einen Mehl- und einen Schrotgang und konnte im Jahr ca. 100 t Getreide zu Mehl und bis zu 150 t zu Futterschrot verarbeiten. Anfang des 20. Jahrhunderts gab es außer dieser Mühle noch die Mühle der Familie Scholz im 1937 eingemeindeten Ortsteil Wenzendorf.

## Veröffentlichungen

### Rundfunk und Fernsehen
- „Die Mühlen von Martinskirchen und Koßdorf“ im Heimatjournal vom 9. Februar 2008 auf RBB.[3]